# Черноусов, Иван Яковлевич
Иван Яковлевич Черноусов  (в советских документах фигурирует также под фамилией Черновус, псевдоним Чёрный Ворон), (дата и место рождения неизвестны; возможно, родился неподалёку от Толмача не ранее 1901 года — умер в ноябре-декабре 1925 года, в селе Толмач; информация о смерти не является подтверждённой, есть данные что ещё в 1964 году Иван Черноусов был жив) — военный деятель времен УНР, повстанческий Атаман Звенигородщины и Холодного Яру, командир Лебединского полка Холодноярской республики дольше всех сопротивлявшейся советской экспансии.

## Биографические сведения
Родился близ Толмача на Шполянщине.
Осенью 1919 году был мобилизирован в Добровольческую армию. 2 октября 1919 часть, в которой служил Иван и которая расположилась в селе Томаковка, дезертировала из Добровольческой армии и перешла в Революционную Повстанческую Армию Украины. В этот же день Ивана назначили ротным в «Повстанческую группу Мятежа (РПАУ)».
Активные военные действия против большевиков начал в начале 1920-х.
В 1921—1922 годах — повстанческий атаман.
Сексот так описывал его: "Черный Ворон - высокого роста, черная длинная борода, длинные волосы до плеч, черные глаза, выражение лица суровое, серьезное, политически грамотен, сын крестьянина, одет в защитном, пишет стихи и украинские песни, называет себя поэтом" .Сохранилось одно из его воззваний — «население Украины», подписанное тремя атаманами — Черным Вороном, Белым и Ломай-Ярмом.
В 1921 году в его отряде было около 150 пеших и 25 конных хорошо вооруженных бойцов и один пулемет; во времена расцвета восстаний в отряде было не менее 300 пеших и 150 конных хорошо вооруженных казаков.
Оперировал Черный Ворон в Звенигородском, Черкасском, Чигиринском уездах Киевской губернии, в частности в Холодном Яру, лесу Слышанная, в Лебединских и Шполянских лесах, в районе сел Толмач, Водяное, Шестаковка, Млиев, Виноградского монастыря, поселков Городище, Белозерье, Смела, Златополь, Мокрая Калигорка, городов Елисаветграда, Черкасс, Чигирина, железнодорожных станций Сердюковка, Знаменка, Шестаковка и др.
Политический лозунг: «Бей коммунистов и кацапов».
Некоторое время находился в Мотусовском лесном районе. Начальником штаба был Бондаренко, помощниками Лихолай, Куманец. Черный Ворон действовал вместе с Ильей Ивановым.
В 1922 г. полк Черного Ворона входил в состав Холодноярской повстанческой организации. На то время Холодноярская республика действовала под руководством Лариона Завгороднего. Тогда Завгороднему подчинялись атаманы Мефодий Голик-Зализняк, Денис Гупало и Черный Ворон (Лебединский), которые фактически были заместителями руководителя Холодноярской республики.
Летом 1922 года эти отряды стали называться полками: Чигиринский полк Мефодия Голика-Зализняка, Чернолесский полк Дениса Бухала, Лебединский полк Черного Ворона. Общее руководство осуществлял Главный Атаман Холодного Яра Герасим Орел-Нестеренко.
Атаманы Холодного Яра и Черного Леса имели сильный авторитет и значительную поддержку у местного населения. В связи с невозможностью победить украинское национал-патриотическое движение, в ВЧК разработали специальную операцию по нейтрализации и захвату повстанческих атаманов.
Бывшие петлюровцы, а теперь секретные агенты ЧК Трохименко (Гамалия) и Терещенко (Метель-Степной), в середине 1922 года, уже вышли на атаманов Холодного Яра. Чекисты назвались представителями Правительства УНР.
Иван Черноусов (как и Денис Гупало, что уговаривал Лариона Завгороднего не ехать на «съезд») заподозрил ловушку в действиях Гамалия-Метели. К Звенигородки на совещание, организованное чекистами, он не поехал, хоть его и настойчиво приглашали.
29 сентября 1922 года чекисты на инспирированном «съезде атаманов» в Звенигородке, арестовали Лариона Завгороднего, Дениса Бухала, Мефодия Голика-Зализняка, Трофима Компанийца, Василия Ткаченко, Константина Приобретай-Волю, Ивана Ляшенко, Григория Яковенко, Юрия Дробатковського, Леонида Мушкета, и других ведущих деятелей Холодного Яра и Черного Леса.
После этих трагических событий, руководителем Второго округа Холодноярской организации (никем не избранным) стал де-факто Черный Ворон. Первой округой управлял Герасим Орел-Нестеренко, который также не поехал на чекистский «съезд».
В конце 1922 года, как Атаман Звенигородщины и Холодного Яра, он оперировал в районе Знаменки, Белозерье, Толмача, Шестаковки, Елисаветграда, Златополя и непосредственно в Холодном Яру.
Дальнейшая судьба неизвестна.
В оперативной сводке Кременчугского штаба ЧОН по 8 ноября 1922 г. отмечается, что Черный Ворон убит 12 октября 1922 г. возле с. Москаленки за 25 км от Смелы, а труп его якобы опознали крестьяне и «амнистированные бандиты», но на самом деле то был один из казаков отряда Черного Ворона.
В «Докладе о политическом состоянии Черкасского округа с 1926 г.» утверждается, что отряд Черного Ворона был ликвидирован 6 июня 1925 года.

## В литературе
Является прототипом и главным героем книги Василия Шкляра «Залишенець. Черный ворон».

## Кинематограф
- Черный ворон (2019)